# Włośnianka późnojesienna

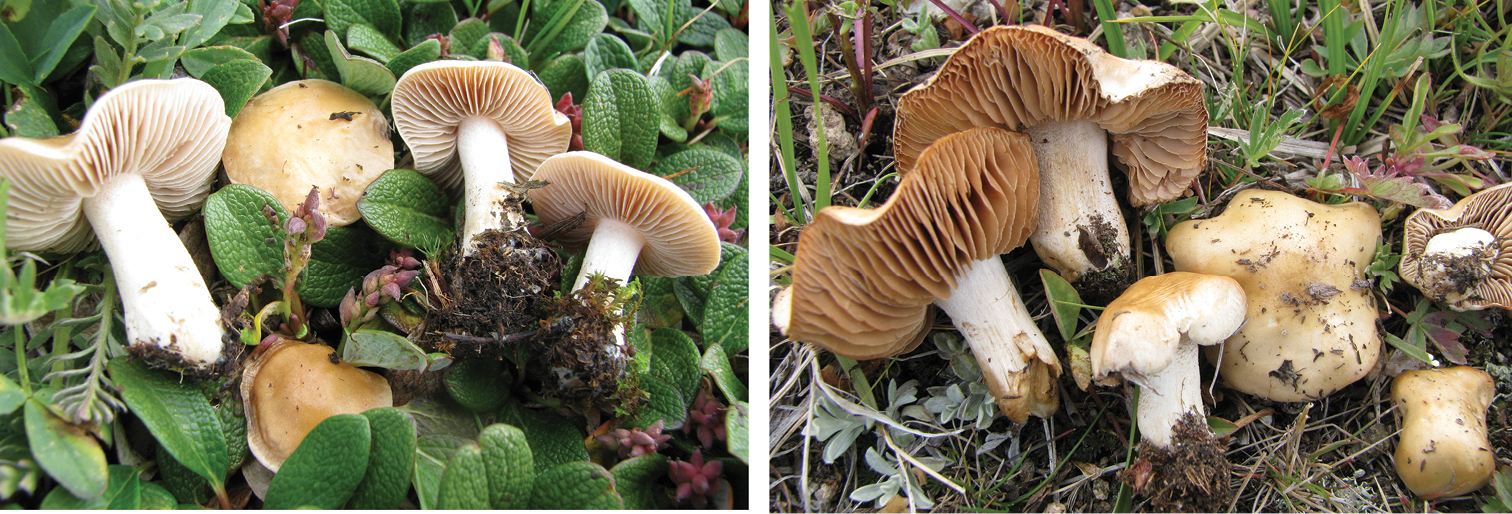

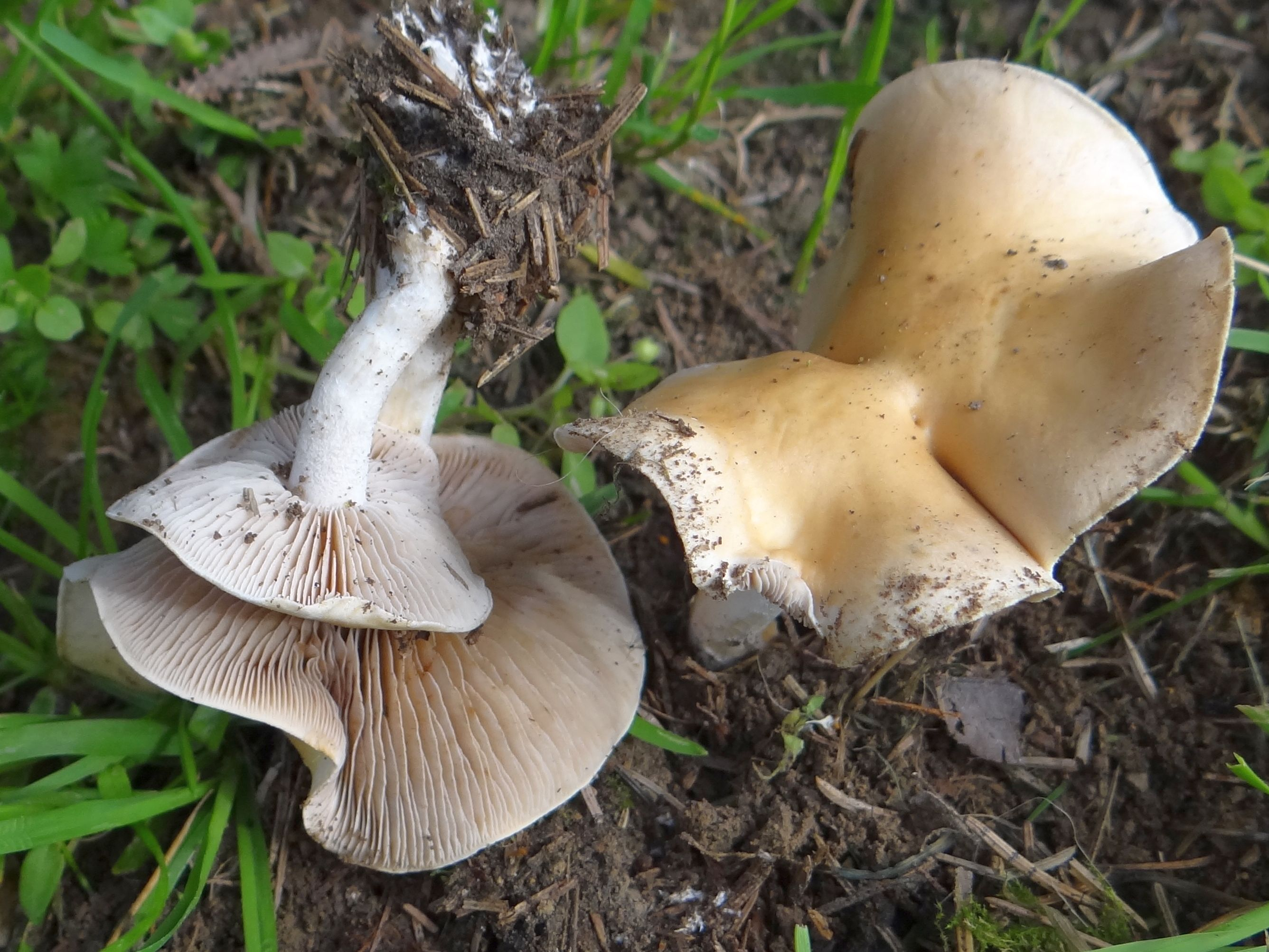

Włośnianka późnojesienna (Hebeloma hiemale Bres.) – gatunek grzybów należący do rodziny pierścieniakowatych (Strophariaceae).

## Systematyka i nazewnictwo
Pozycja w klasyfikacji według Index Fungorum: Hebeloma, Strophariaceae, Agaricales, Agaricomycetidae, Agaricomycetes, Agaricomycotina, Basidiomycota, Fungi.
Po raz pierwszy takson ten opisał w 1898 r. Giacomo Bresàdola. Synonimy:
- Hebeloma crustuliniforme var. hiemale (Bres.) Maire 1933
- Hebelomatis hiemale (Bres.) Locq. 1979[2].

Polską nazwę zarekomendował Władysław Wojewoda w 2003 r.

## Morfologia
Kapelusz
Średnica 1,5–3,5 cm, lekko stożkowo-wypukły lub kopulasto-wypukły. Brzeg początkowo podwinięty, potem prosty, powierzchnia gładka, tłustawa, różowawo-płowa, żółtawo-płowa, na brzegu bladokremowa z białą obwódką o szerokości kilku mm. W eksykatach żółtawobrązowy, niewyraźnie dwukolorowy.
Blaszki
Wąsko przyrośnięte, dość gęste, w liczbie od 48 do 60, z blaszeczkami, początkowo o barwie od białej do blado mlecznej kawy, potem bladobrązowe. Ostrza białe kłaczkowate, z kroplami płynu. W eksykatach brązowe z białymi brzegami.
Trzon
Wysokość 2–4,5 cm, średnica 0,5–1,2 cm, równy, u nasady lekko maczugowaty. Powierzchnia białawo-kremowa, na większości długości całkowicie oprószona dużymi kłaczkami, w dolnej części bardziej gładka.
Miąższ
Biały do wodnisto-kremowego, zwarty. Zapach rzodkiewkowy, słaby.
Cechy mikroskopowe
Podstawki 25–35 × 7–9, większość czterozarodnikowa, niektóre dwuzarodnikowe, czasami z długimi sterygmami (do 5 µm). Zarodniki żółtawobrązowe, niektóre w odczynniku Melzera lekko brązowo, gruboziarniste, migdałowate, cytrynkowate, z krótkim dzióbkiem, na wierzchołku z wyraźną teksturą, grubościenne, lekko dekstrynoidalne, 10–12 × 6–7 µm, średnio 11,1 × 6,8 µm, Q = 1,64. Cheilocystydy długie, delikatnie maczugowate, butelkowate, niektóre z przegrodami, długości 35–75 µm, na wierzchołku 6–9 µm, w środku 4–6 µm, u podstawy 4,5–9 µm, w środku czasami pogrubione. Pleurocystyd brak. Skórka o grubości 60–200 µm, z kilkoma inkrustowanymi strzępkami.
Gatunki podobne
Włośnianka późnojesienna wygląda jak mała wersja włośnianki rosistej (Hebeloma crustuliniforme), ale zwykle ma silniej wybarwiony kapelusz, szczególnie w środku. Jej cheilocystydy są na ogół napęczniałe w dolnej połowie, co daje im wygląd klepsydry. Zarodniki są bardziej gładkie niż zarodniki włośnianki ciemnobrązowej (H. vaccinum).

## Występowanie
Włośnianka późnojesienna występuje w Ameryce Północnej, Europie, Afryce Północnej, Azji, Australii i na Nowej Zelandii. W Europie jest szeroko rozprzestrzeniona i podano wiele jej stanowisk od Morza Śródziemnego po archipelag Svalbard na Morzu Arktycznym. W 2003 r. w Polsce W. Wojewoda przytoczył 5 stanowisk, później podano wiele nowych, a bardziej aktualne stanowiska podaje internetowy atlas grzybów. Gatunek ma status rzadkiego (R) na Czerwonej liście roślin i grzybów Polski, przy czym w najbliższych latach prawdopodobnie przesunie się do grupy zagrożonych wymarciem, jeśli nadal będą działać czynniki zagrożenia.
Naziemny grzyb mykoryzowy występujący wśród traw w lasach, w kserotermicznych zaroślach i na górskich łąkach, zwłaszcza na wapiennym podłożu. W Europie występuje na nizinnych wydmach, w zaroślach, ogrodach i parkach oraz na siedliskach subalpejskich i alpejskich. Współżyje z szeroką gamą gatunków drzew liściastych i iglastych, w tym z wieloma gatunkami wierzby, również karłowatymi.